# Beneath Between Beyond
Beneath Between Beyond je album americké metalové skupiny Static-X.
Album se neřadí mezi klasické studiové desky, obsahuje hlavně dema, covery a nevydané skladby, nebo skladby, které se objevily jako bonustracky k přecházejícím albům. Stejnojmenný song se objevil jako bonustrack k pozdějšímu albu Cannibal. Vzniklo video ke skladbě „Crash“, kde se ze Static-X ale objeví jenom Wayne Static a Koichi Fukuda, a dále jen členové skupiny Mephisto Odyssey. Album vyšlo v roce 2004, následně skupina zahájila práce na dalším studiovém albu – Start a War.

## Seznam skladeb
1. Breathe
2. Deliver Me
3. Anything But This
4. S.O.M
5. Down
6. Head
7. So Real
8. Crash
9. Push It (JB's Death Mix)
10. I'm With Stupid (Paul Baker Remix)
11. Burning Inside (ft. Burton Bell z Fear Factory)
12. Behind The Wall Of Sleep (Black Sabbath cover)
13. Gimme Gimme Shock Treatment (Ramones cover)
14. I am (demo)
15. Love Dump (demo)
16. Get To The Gone (demo)
17. New pain (demo)
18. Otsegolectric (demo)